# Giancarlo Judica Cordiglia
Giancarlo Judica Cordiglia est un comédien de cinéma, doublage, télévision et théâtre italien, né le 30 septembre 1971 à San Maurizio Canavese, près de Turin. En Italie, il est connu par le personnage du « Gnomo Ronfo » dans le programme italien « Melevisione ».

## Filmographie

### Télévision
- 1993 - Tea E Simpatia
- 1994 - La Stanza Del Principe
- 1997 - 114 (Centoquattordici)
- 1998 - Mondotre
- 1998 - M.U.D. (Série Tv De Canale 5)
- 1999 - Singles - (Mtv)
- 1999 - Melevisione
- 2000 - Il Bello Delle Donne - (Canale 5)
- 2001 - Ilanabuk
- 2001 - Regina
- 2002 - Un Medico In Famiglia 3
- 2002 - Cuori Rubati
- 2003 - Le Stagioni Del Cuore - (Canale 5)
- 2003 - Elisa Di Rivombrosa - Téléfilm - (Canale 5)
- 2004 - Vivere – Soap Opera – (Canale 5)
- 2007 - I Demoni Di San Pietroburgo
- 2008 - Boris
- 2009 - Enrico Mattei - L'uomo che guardava il futuro

### Théâtre
- 1990 - Calderon
- 1993 - Pilade
- 1993 - Venezia Salva
- 1993 - Alcassino E Nicoletta
- 1994 - Ubu Re
- 1995 - Street Scene
- 1995 - La Vita Offesa
- 1996 - Peer Gynt
- 1996 - Teorema
- 1997 - Riccardo Ii
- 1997 - Le Cugine
- 1999 - Novecento
- 2000 - Una Presunta Possessione
- 2000 - I Luoghi Di Fenoglio
- 2001 - L'Ultima Cena
- 2001 - Almost Blue
- 2001 - Sex
- 2002 - Un Giorno Dopo L'Altro
- 2003 – Bure Baruta (Comédie Musicale)
- 2004 – Numeri
- 2004 - La Vergine Della Tangenziale.

### Cinéma
2007 - Hotel Meina
2007 - Valzer
2007 - Golden Hays
2009 - Giallo